# Protein Data Bank
Protein Data Bank, w skrócie PDB jest to biologiczna baza danych gromadząca dane o strukturze przestrzennej białek i kwasów nukleinowych.
Dane o tych makrocząsteczkach uzyskane m.in. za pomocą rentgenografii strukturalnej i spektroskopii NMR zawierają bibliografię, sekwencje aminokwasowe, informacje o strukturze drugorzędowej oraz, przede wszystkim, współrzędne atomów.
Na dzień 26 października 2020 r. baza PDB zawierała 170 171 następujących struktur:

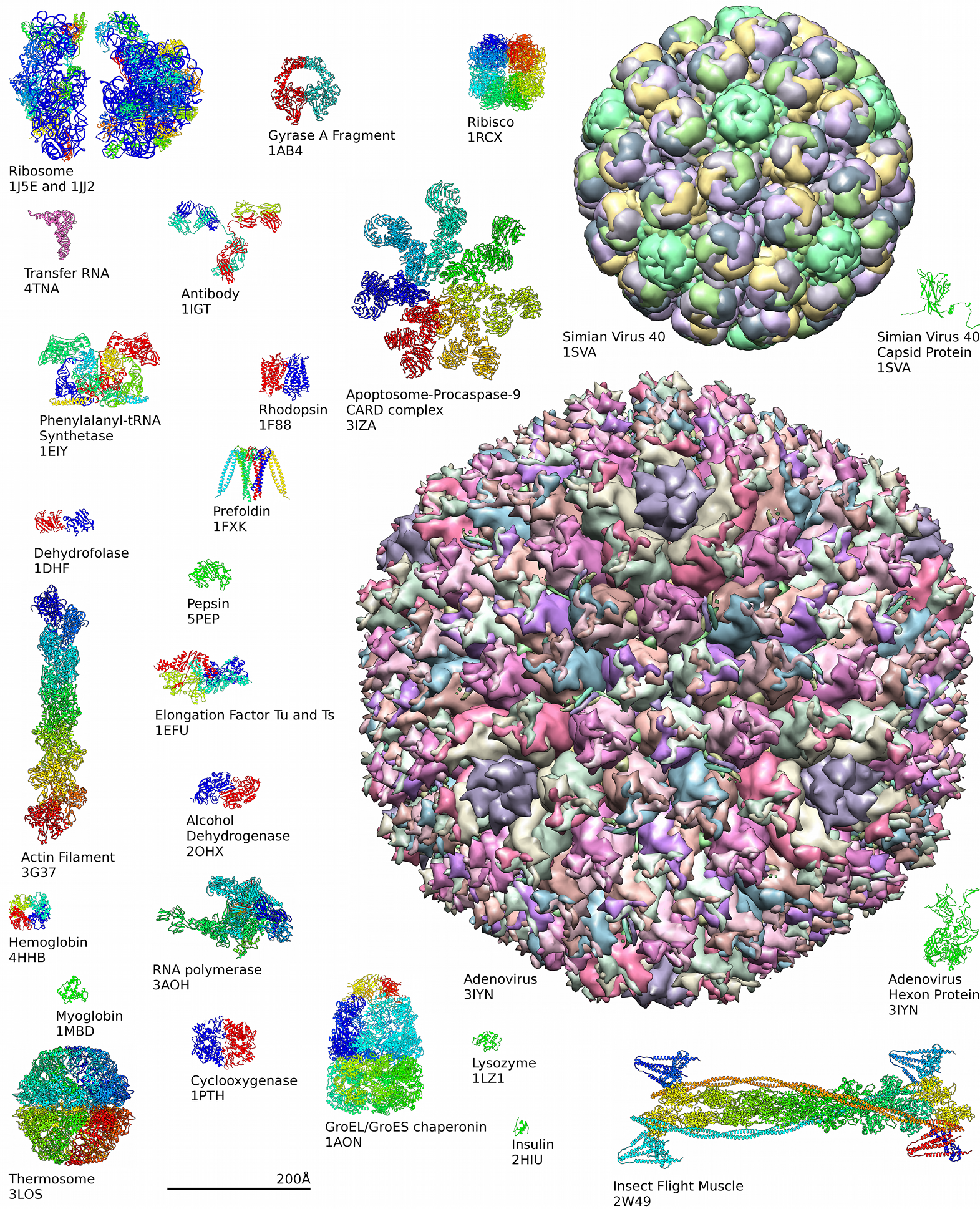
Przykłady modeli strukturalnych białek z PDB

| Metoda                      | Białka  | Kwasy nukleinowe | Kompleksy białko/kwas nukleinowy | Inne | W sumie |
| --------------------------- | ------- | ---------------- | -------------------------------- | ---- | ------- |
| Rentgenografia strukturalna | 141 144 | 2 158            | 7 188                            | 4    | 150 494 |
| Spektroskopia NMR           | 11 519  | 1 362            | 265                              | 8    | 13 154  |
| Mikroskopia elektronowa     | 4 491   | 47               | 1 478                            | 0    | 6 016   |
| Metody mieszane             | 167     | 6                | 3                                | 1    | 177     |
| Inne                        | 307     | 4                | 6                                | 13   | 330     |
| W sumie                     | 157 628 | 3 3577           | 8 940                            | 27   | 170 171 |